# 石綿沉滯症
石綿沉滯症也稱為石綿肺，是一種石綿纖維造成肺長期發炎及纖維化留疤的病症，症狀有呼吸困難、咳嗽、喘鳴和胸痛，可能帶來的併發症有肺癌、間皮瘤和肺性心臟疾病。
石綿沉滯症的肇因為吸入有石綿纖維的空氣，通常是基於長期暴露於相當大量的石綿纖維之中的結果，典型患者僅有石綿纖維的相關工作者。所有類型的石綿纖維都有很高的風險，一般認為現存的石綿應該靜置不要使用。確診方式是判斷患者是否長期暴露於該環境，輔以醫學影像。石綿沉滯症屬於一種間質性肺纖維化症。
石綿沉滯症並無特定的治療方式，可能的建議療法使用氧氣治療，以及戒菸，因為肺部有石綿沉滯症後，比較容易受到感染，也建議施打季節性流感疫苗、肺炎鏈球菌疫苗。2015 年石綿沉滯症患者約有 15.7 萬人，其中約有 3600 人死亡，為了避免罹患此症，許多國家禁止使用石綿。